# Dachengzi
Dachengzi (kinesiska: 大城子) är en köping i Kina. Den ligger i stadsdistriket Miyun i Pekings storstadsområde, i den norra delen av landet, omkring 79 kilometer nordost om stadskärnan. Antalet invånare är 11 648. Befolkningen består av 5 829 kvinnor och 5 819 män. Barn under 15 år utgör 12,0 %, vuxna 15-64 år 71 %, och äldre över 65 år 16,0 %.